# 社會失憶症
社會失憶症（英語：Social amnesia）是指一群人對某件事的集體遺忘，對這一概念的提及也通常援引學者羅素·雅各比在1970年代的研究。會造成社會失憶症之情形的原因通常包含了政治迫害對記憶的壓制、無知、客觀環境或利益的變更。和此相對應并與之抗爭的因素則是抗議、民俗、地方記憶（Local memory）與集體懷舊。
社會失憶症之概念屬於心理學和一些政治活動者的論證話題範圍。在美國，社會失憶症被認爲體現了「美國刑罰學中在對現實與未來作出回應時忽視歷史與判例的傾向……在被抛棄的思想被再度包裝之時，人們對這些思想所提倡的慣例仍舊保有不變的期待」。
在經歷艱難階段的時刻，社會失憶症的發作有時能夠掩蓋過去，而逐漸消逝的記憶則有助於令神話傳説免於質疑和挑戰而存留於世。

## 生物學中的概念
老鼠的主要社交活動由氣味達成，而歷史上也曾有人通過老鼠對生物學中社會失憶症的存在進行驗證。研究發現一些不具備相關基因從而在大腦中生成催產素的老鼠身上出現了社會失憶症、無法認出原本應該熟知的其它老鼠。催產素在大腦杏仁核中所發揮的促進社會認知與聯係的作用與部分與受體拮抗劑導致社會失憶症的原因亦是相關研究中的調查方向。